# Мануба (вилайет)
Ману́ба (араб. ولاية منوبة‎) — вилайет на севере Туниса.
- Административный центр — город Мануба.
- Площадь — 1 060 км², население — 352 400 человек (2007 год).

## География
На севере граничит с вилайетом Бизерта, на востоке с вилайетами Арьяна, Тунис и Бен-Арус, на юге с вилайетом Загван, за западе с вилайетом Беджа.

## Административное деление
Вилайет Мануба делится на 8 округов:
- Бордж-эль-Амри (Borj El Amri)
- Джедейда (Djedeida)
- Дуар-Хишер (Douar Hicher)
- Эль-Батан (El Batan)
- Мануба (La Manouba)
- Морнагия (Mornaguia)
- Уед-Эллиль (Oued Ellil)
- Тебурба (Tebourba)